# Cayriech
Cayriech – miejscowość i gmina we Francji, w regionie Oksytania, w departamencie Tarn i Garonna.
Według danych na rok 1990 gminę zamieszkiwały 132 osoby, a gęstość zaludnienia wynosiła 17 osób/km² (wśród 3020 gmin regionu Midi-Pyrénées Cayriech plasuje się na 931. miejscu pod względem liczby ludności, natomiast pod względem powierzchni na miejscu 1267.).